# Ralf Kreutzer
Ralf Thomas Kreutzer (* 9. Mai 1958 in Baden-Baden) ist ein deutscher Betriebswirt und Hochschullehrer. Er ist seit 2005 Professor für Marketing an der Hochschule für Wirtschaft und Recht Berlin.

## Leben
Kreutzer studierte von 1978 bis 1983 Betriebswirtschaftslehre an der Universität Mannheim mit den Schwerpunkten Marketing, Organisation und Psychologie. 1989 promovierte er bei Hans Raffée und Erwin Dichtl über „Global Marketing - Konzeption eines länderübergreifenden Marketing“ an der Universität Mannheim. Von 1989 bis 1995 war er bei der AZ Direct Marketing Bertelsmann in verschiedenen Positionen tätig, zuletzt als Leiter der Auslandsaktivitäten. Von 1995 bis 1998 war Kreutzer als Geschäftsführer der „Kunden Club GmbH“ des Volkswagen-Konzerns für das Management der Kundenbindungsprogramme von Volkswagen und Audi verantwortlich. 1999 übernahm er als Sprecher der Geschäftsführung die Verantwortung für die Deutsche Post Direkt GmbH, eine Funktion, die er bis Ende 2004 innehatte. 2005 wurde er von der Hochschule für Wirtschaft und Recht Berlin zum Professor für Marketing berufen.
Kreutzer ist bzw. war Referent der Donau-Universität Krems, der Universität Bern sowie der Berlin Professional School an der Hochschule für Wirtschaft und Recht. Er ist außerdem Keynote-Speaker auf nationalen und internationalen Konferenzen zu den Themenfeldern „Marketing“, „Dialog-Marketing“, „Strategisches Marketing Management“, „CRM – Customer Relationship Management“, „Kundenwert-Management“, „Internationales Marketing“, „Social CRM“, „Online-Marketing“, „Digitale Markenführung/Digital Branding“, „Digitale Transformation“, „Digitaler Darwinismus“, „Change-Management“ und „Künstliche Intelligenz“. Kreutzer ist zusätzlich als Trainer, Consultant und Coach im In- und Ausland aktiv.

## Publikationen
- Kreislaufwirtschaft – Wie Projektplanung und Umsetzung gelingen. 1. Auflage. Wiesbaden 2023,
- Praxisorientiertes. Marketing. 6. Auflage. Wiesbaden 2022, ISBN 978-3-658-35306-3.
- Toolbox für Digital Business. Wiesbaden 2021, ISBN 978-3-658-32361-5.
- Social-Media-Marketing kompakt. 2. Auflage. Wiesbaden 2021, ISBN 978-3-658-33865-7.
- E-Mail-Marketing kompakt. 2. Auflage. Wiesbaden 2021, ISBN 978-3-658-34216-6.
- Online-Marketing – Studienwissen kompakt. 3. Auflage. Wiesbaden 2021, ISBN 978-3-658-33936-4.
- Kundendialog online und offline. Das große 1x1 der Kundenakquisition, Kundenbindung und Kundenrückgewinnung. Wiesbaden 2021, ISBN 978-3-658-30118-7.
- Praxisorientiertes Online-Marketing. 4. Auflage. Wiesbaden 2021, ISBN 978-3-658-31989-2.
- Die digitale Verführung. Wiesbaden 2020, ISBN 978-3-658-27780-2.
- Toolbox für Marketing und Management. Wiesbaden 2019, ISBN 978-3-658-21880-5.
- Toolbox for Marketing and Management. New York 2019, ISBN 978-3-030-13822-6.
- Praxisorientiertes Online-Marketing. 3. Auflage. Wiesbaden 2018, ISBN 978-3-658-17911-3.
- Führungs- und Organisationskonzepte im digitalen Zeitalter kompakt. Wiesbaden 2018, ISBN 978-3-658-21447-0.
- Kundenbeziehungsmanagement im digitalen Zeitalter. Stuttgart 2016, ISBN 978-3-17-026269-0.
- mit K. Kilian: Digitale Markenführung: Digital Branding in Zeichen divergierender Märkte. Wiesbaden 2022, ISBN 978-3-658-34350-7.
- mit D. Vousoghi: Voice-Marketing, Der Siegeszug der digitalen Assistenten. Wiesbaden 2020, ISBN 978-3-658-29473-1.
- mit A. Rumler und B. Wille-Baumkauff: B2B-Online-Marketing und Social Media. 2. Auflage. Wiesbaden 2020, ISBN 978-3-658-27674-4.
- mit M. Sirrenberg: Künstliche Intelligenz verstehen. Wiesbaden 2019, ISBN 978-3-658-25560-2.
- mit M. Sirrenberg: Unterstanding Artificial Intelligence. New York 2019, ISBN 978-3-030-25270-0.
- mit T. Neugebauer und A. Pattloch: Digital Business Leadership – Digital Transformation, Business Model Innovation, agile Organization, Change Management. Wiesbaden 2018, ISBN 978-3-662-56547-6.
- mit T. Neugebauer und A. Pattloch: Digital Business Leadership – Digitale Transformation, Geschäftsmodell-Innovation, agile Organisation, Change-Management. Wiesbaden 2017, ISBN 978-3-658-11913-3.
- mit K.-H. Land, Digitale Markenführung – Digital Branding im Zeitalter des digitalen Darwinismus. Wiesbaden 2017, ISBN 978-3-658-08546-9.
- mit K.-H. Land: Digitaler Darwinismus. 2. Auflage. Wiesbaden 2016, ISBN 978-3-658-11305-6.
- mit K.-H. Land: Digital Darwinism. London 2015, ISBN 978-3-642-54400-2.
- mit K.-H. Land: Dematerialisierung – Die Neuverteilung der Welt in Zeiten des digitalen Darwinismus. Köln 2015, ISBN 978-3-9817268-0-0.
- mit C. Wüst: Corporate Reputation Management. Wiesbaden 2013, ISBN 978-3-8349-3043-9.
- mit W. Merkle: Die neue Macht des Marketing. Wiesbaden 2008, ISBN 978-3-8349-0515-4.
- mit W. Hartmann und H. Kuhfuß: Marketing-Excellence. Wiesbaden 2007, ISBN 978-3-8349-0390-7.
- mit W. Hartmann und H. Kuhfuß: Kundenclubs & More. Wiesbaden 2004, ISBN 3-409-12591-4.
- mit W. Hartmann und H. Kuhfuß: Handbuch Couponing. Wiesbaden 2001, ISBN 3-409-12350-4.